# Partido Comunista de Nicaragua
El Partido Comunista de Nicaragua es un partido político nicaragüense de ideología comunista. Fue fundado con el nombre de Partido Obrero Socialista en 1967. El núcleo fundador del POS lo conformaban Juan Lorio, Augusto Lorío, Elí Altamirano y Manuel Pérez Estrada, que habían sido expulsados del Partido Socialista Nicaragüense (PSN) el 23 de abril de aquel año.
En 1970 el POS cambió su nombre por el de PC de N.
En 1990 creó y fundó la coalición electoral Unión Nacional Opositora (UNO) para desalojar del poder al gobierno sandinista; fue uno de los 14 partidos de esa coalición que ganó las elecciones del 25 de febrero de ese mismo año, las cuales ganó doña Violeta Chamorro candidata de esa alianza. Se fue solo a las elecciones del 20 de octubre de 1996, las cuales ganó el candidato de la Alianza Liberal (AL) Arnoldo Alemán.

#### Artículos de periódicos
- Robinson, William I.; Norsworthy, Kent (1985). «Elections and U.S. Intervention in Nicaragua». Latin American Perspectives 12 (2 edición). pp. 83-110. ISSN 0094-582X. JSTOR 2633991. S2CID 143604581. doi:10.1177/0094582X8501200205.